# Eric Prydz
Pour les articles homonymes, voir Prydz.
Eric Prydz (prononciation en suédois : [eːrɪk prʏts]), né le 19 juillet 1976 à Täby, est un disc jockey et producteur suédois de musique électronique, résidant à Los Angeles aux États-Unis. Il est aussi connu sous les noms de scène Pryda et Cirez D. Il dirige les labels Pryda Recordings, Mouseville Records et Pryda Friends. Il est plus particulièrement connu pour la publication de son titre Call on Me en 2004, semble-t-il tiré d'un single de Thomas Bangalter et DJ Falcon, alors joué uniquement live et non sorti, et le clip l’accompagnant, et Pjanoo en 2008. En 2009, il se classe 30e au classement des DJ internationaux du DJ Mag.

## Biographie

### Premiers succès et Swedish House Mafia (2004–2008)
Eric Prydz se fait connaître en 2004 avec son titre Call on Me, utilisant un sample vocal du titre Valerie de Steve Winwood. Ce sample avait déjà été utilisé par le duo Together (composé de Thomas Bangalter et DJ Falcon), dans un morceau joué uniquement en live, et que les deux artistes n'ont jamais sorti en single. Call on Me remporte un grand succès dans le monde, se classant numéro 1 dans divers pays.
En 2006, il fait paraître le titre Proper Education, un remix d’Another Brick in the Wall des Pink Floyd. Il est l'un des rares artistes à avoir obtenu l’autorisation d’une reprise sur un morceau de Pink Floyd. Eric Prydz utilise également plusieurs autres pseudo comme Cirez D, Sheridan, Tonja Holma et Pryda. Sa musique est un mélange de house progressive, disco house et de techno.
Au fil de sa carrière, Prydz produit d’autres chansons telles que Spooks, Nile (le nom de sa nièce, Elin, écrit à l'envers), Sucker DJ, Human Behaviour sous le nom de Pryda, Slammin et Woz Not Woz (avec Steve Angello), et remixe le hit des Shapeshifters Lola's Theme et le single Miracles des Pet Shop Boys en 2003.
Aux côtés d'Axwell, Sebastian Ingrosso et Steve Angello, Eric Prydz forme originellement le groupe Swedish House Mafia. Lorsque le groupe devient officiel aux yeux du public à la fin de l'année 2008, Prydz décide de ne pas poursuivre le projet. Il a par ailleurs collaboré aux côtés d'Axwell dans un duo nommé « Axer », et avec Steve Angello sous le nom de « A&P Project ».
De nombreux remixes lui sont attribués comme Good Life de Inner City ou le fameux (Reach Up for The) Sunrise de Duran Duran. Il a également coproduit avec Axwell (sous le pseudo commun AxEr), le morceau de musique 123. En mars 2008, Eric Prydz sort le morceau Pjanoo, un grand succès, un morceau instrumental à base d'un piano sans parole (deuxième au Royaume-Uni, quatrième en Allemagne, sixième en Suède, 21e en France). En octobre 2008, il sort l'EP Evouh sous le pseudonyme Pryda signé sur son label Pryda Recordings. Cet opus est un réel succès, puisque les trois titres qui le composent occupent une place dans le Top 10 du site de vente de musique électronique en ligne Beatport.

### Pryda, Cirez D et EPIC (depuis 2009)

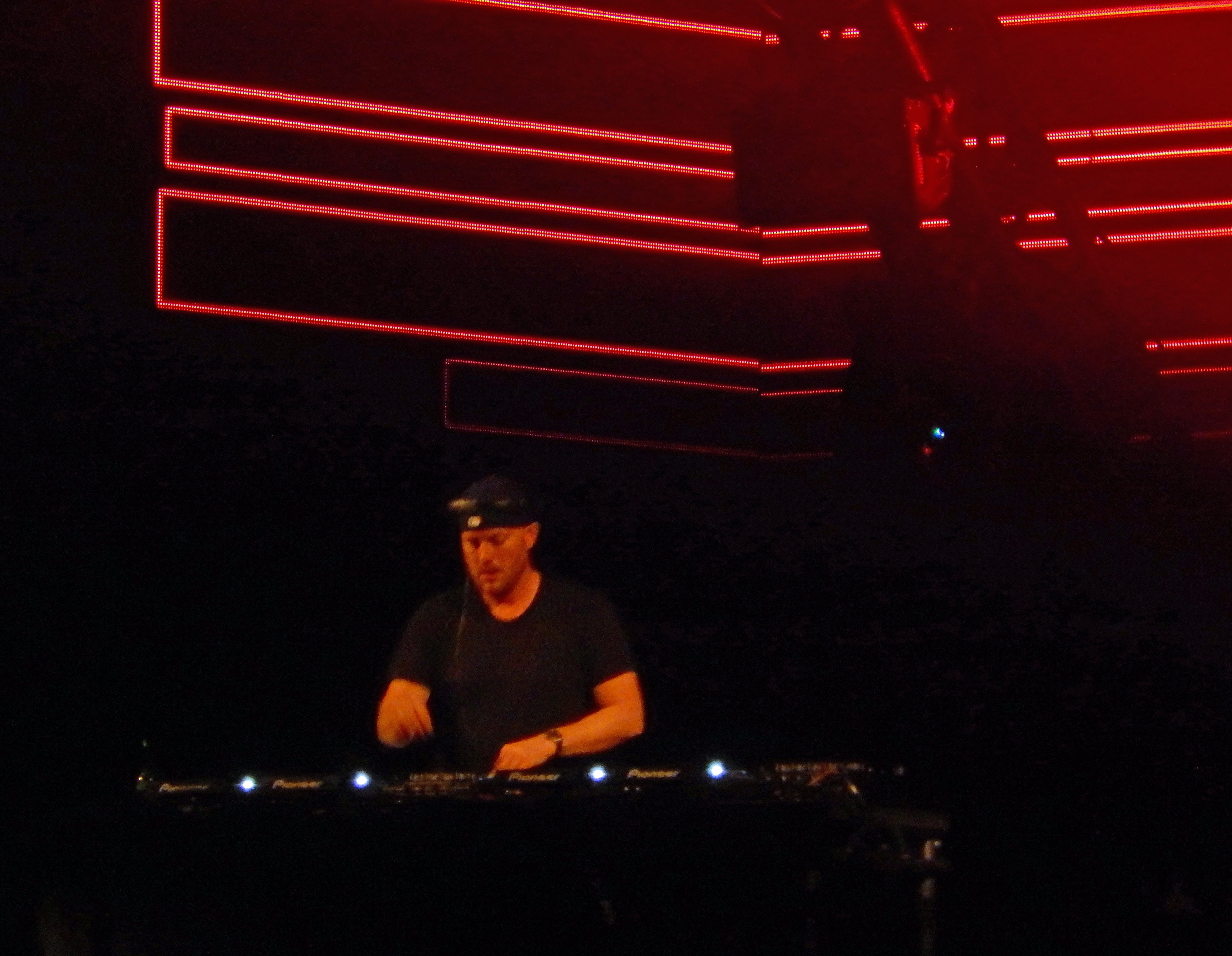
Eric Prydz en live à l'Aragon Ballroom (Chicago, 2013).

L'année suivante, les morceaux Melo, Lift et Reeperbahn seront lancées, récoltant aussi sur leur passage un incroyable succès. Ils maintiennent encore le top 100 « classique » (le palmarès des chansons les plus vendues) dans la catégorie house progressive de Beatport. En 2012, il lance son premier concert : Eric Prydz In Concert sous l'acronyme « EPIC ». C'est un succès, à la fois au Royaume-Uni mais aussi aux États-Unis.
Au bout de quatre ans de travail, Eric Prydz sort son album Eric prydz Presents Pryda. Il lance sa plateforme multimédia appelée ericprydz.tv. En 2014, le single Liberate est un franc succès, le premier sous le pseudonyme Eric Prydz. Deux nouveaux titres furent dévoilés peu de temps après, Tether et Generate, publiés début 2015, tous deux atteignirent la première place du Top 100 sur la plateforme de téléchargement Beatport. Un nouveau single, Opus (en), est joué en juin lors de son mix à l'Electric Daisy Carnival de 2015, qui est d'ailleurs l'un des mixes les plus remarqués lors du festival[réf. nécessaire].
En 2015, il annonce notamment sur  sa page Facebook, et via de nombreux sites spécialisés tels que Resident Advisor, l'arrivée de la série Pryda 10 Vol. I, II et III afin de fêter les dix ans de Pryda Recordings. Il explique que ce sont des EP contenant 22 titres jamais sortis auparavant sur la période janvier 2004 à décembre 2014. Ces EP mèneront vers la sortie de son premier album sous Eric Prydz, en février 2016. En juillet 2015, le premier volume sort et est directement classé à la première place des ventes sur la plateforme de téléchargement Beatport[réf. nécessaire]. Les deux autres Pryda Vol. II et III font tout aussi bien quelque temps après. Son mix à l'EDC Las Vegas 2016 est tout aussi remarqué que celui de l'édition précédente. Le producteur en profite pour dévoiler en fin de mix une nouveau son que certains fans vont comparer à Opus. Le son, encore en projet, est nommé Nopus par Eric Prydz lui-même sur son compte Twitter. Il sortira finalement en 2020. Fin 2016, Prydz reprend ses podcasts EPIC Radio pour une 14e édition, attendue depuis deux ans. Fin novembre, il sort un nouvel EP sous le pseudonyme Pryda.
Le 10 avril 2019, pour célébrer les 15 ans de son alias Pryda, le suédois annonce la sortie d'un projet de 27 morceaux intitulé PR(15)DA, répartis sur les EP Pryda 15 Vol. I, II et III.

## Concerts
En 2012, il dévoile sa première série de concerts : Eric Prydz In Concert sous l'acronyme EPIC. C'est un succès pour le DJ, non seulement au Royaume-Uni mais aussi aux États-Unis. Le show est spectaculaire à la fois musical et visuel, notamment avec l'utilisation d'hologrammes. Bien qu'à perte[réf. nécessaire], ces concerts sont considérés comme essentiels par lui, mais aussi par ses fans. Il annonce également la 4e série pour le printemps 2016 : EPIC 4.0. En mai 2017, Prydz commence son nouveau concert EPIC 5.0 grâce à la collaboration avec Creamfields Steel Yard et The Warehouse Project. Le premier show se déroule à Londres, au parc Victoria (Londres).
Cependant, sa peur chronique de l'avion l’empêche d'effectuer des tournées mondiales comme le font la plupart des autres DJ. Ses concerts sont peu nombreux et ont majoritairement lieu en Europe ou aux États-Unis. C'est pour cette raison qu'il arrive en retard en 2017, lors de sa prestation sur la scène principale de Tomorrowland. Plutôt que d'effectuer un vol court en avion, Eric Prydz décide de venir en train. Le retard de ce dernier l’amènera à se faire escorter en voiture par la police belge à plus de 250 km/h afin de ne pas annuler sa prestation.

## Discographie

### Albums studio
| Titre | Détails                                                                           | Meilleure position | Meilleure position | Meilleure position | Meilleure position | Meilleure position |
| Titre | Détails                                                                           | BEL (FL)           | BEL (WAL)          | US Dance           | R-U                | SUI                |
| ----- | --------------------------------------------------------------------------------- | ------------------ | ------------------ | ------------------ | ------------------ | ------------------ |
| Opus  | - Sortie : 5 février 2016 - Label : Virgin Records - Formats : CD, Téléchargement | 19                 | 49                 | 1                  | 23                 | 48                 |

### Singles
| Titre                                                                            | Année | Meilleure position | Meilleure position | Meilleure position | Meilleure position | Meilleure position | Meilleure position | Meilleure position | Meilleure position | Meilleure position | Meilleure position | Meilleure position | Certifications                                                   | Album                     |
| Titre                                                                            | Année | SUÈ                | ALL                | AUS                | BEL (FL)           | BEL (WAL)          | É-U Clubs          | FRA                | IRL                | P-B.               | R-U                | SUI                | Certifications                                                   | Album                     |
| -------------------------------------------------------------------------------- | ----- | ------------------ | ------------------ | ------------------ | ------------------ | ------------------ | ------------------ | ------------------ | ------------------ | ------------------ | ------------------ | ------------------ | ---------------------------------------------------------------- | ------------------------- |
| By Your Side / Mr. Jingles                                                       | 2001  | —                  | —                  | —                  | —                  | —                  | —                  | —                  | —                  | —                  | —                  | —                  |                                                                  |                           |
| Bass-Ism / Groove Yard (avec Marcus Stork)                                       | 2001  | —                  | —                  | —                  | —                  | —                  | —                  | —                  | —                  | —                  | —                  | —                  |                                                                  |                           |
| Tha Disco                                                                        | 2002  | —                  | —                  | —                  | —                  | —                  | —                  | —                  | —                  | —                  | —                  | —                  |                                                                  |                           |
| Slammin                                                                          | 2004  | —                  | —                  | —                  | —                  | —                  | —                  | —                  | —                  | —                  | —                  | —                  |                                                                  |                           |
| In & Out (feat. Adeva)                                                           | 2004  | —                  | —                  | —                  | —                  | —                  | —                  | —                  | —                  | —                  | —                  | —                  |                                                                  |                           |
| Call on Me                                                                       | 2004  | 1                  | 1                  | 2                  | 4                  | 13                 | 29                 | 1                  | 1                  | 4                  | 1                  | 2                  | - AUS : Platine - FRA : Or - SUÈ : Or - SUI : Or - BPI : Platine |                           |
| Woz Not Woz (avec Steve Angello)                                                 | 2005  | —                  | 63                 | —                  | —                  | —                  | —                  | 50                 | —                  | —                  | 55                 | 84                 |                                                                  |                           |
| Proper Education (vs. Floyd)                                                     | 2006  | 7                  | 4                  | 20                 | 2                  | 12                 | 29                 | 10                 | 9                  | 3                  | 2                  | 12                 | - DAN : Or                                                       |                           |
| Pjanoo                                                                           | 2008  | 6                  | 34                 | —                  | 8                  | 14                 | —                  | 21                 | 7                  | 4                  | 2                  | 31                 | - BPI : Argent                                                   | Eric Prydz Presents Pryda |
| 2Night                                                                           | 2011  | —                  | —                  | —                  | —                  | —                  | —                  | —                  | —                  | —                  | —                  | —                  |                                                                  | Eric Prydz Presents Pryda |
| Niton (The Reason)                                                               | 2011  | —                  | 66                 | —                  | —                  | —                  | —                  | —                  | —                  | 82                 | 45                 | —                  |                                                                  |                           |
| Allein                                                                           | 2012  | —                  | —                  | —                  | —                  | —                  | 12                 | —                  | —                  | —                  | —                  | —                  |                                                                  | Eric Prydz Presents Pryda |
| Every Day                                                                        | 2012  | —                  | —                  | —                  | —                  | —                  | 3                  | —                  | —                  | 61                 | —                  | —                  |                                                                  | Opus                      |
| Liberate                                                                         | 2014  | —                  | —                  | —                  | —                  | —                  | 28                 | —                  | —                  | —                  | 71                 | —                  |                                                                  | Opus                      |
| Tether (vs. Chvrches)                                                            | 2015  | —                  | —                  | —                  | —                  | —                  | —                  | —                  | —                  | —                  | —                  | —                  |                                                                  |                           |
| Generate                                                                         | 2015  | —                  | —                  | —                  | —                  | —                  | 8                  | —                  | —                  | —                  | —                  | —                  |                                                                  | Opus                      |
| Opus                                                                             | 2015  | —                  | —                  | —                  | 3                  | —                  | —                  | —                  | —                  | —                  | —                  | —                  |                                                                  | Opus                      |
| Breathe (feat. Rob Swire)                                                        | 2016  | —                  | —                  | —                  | —                  | —                  | —                  | —                  | —                  | —                  | —                  | —                  |                                                                  | Opus                      |
| Last Dragon                                                                      | 2016  | —                  | —                  | —                  | —                  | —                  | —                  | —                  | —                  | —                  | —                  | —                  |                                                                  | Opus                      |
| Nopus                                                                            | 2020  | —                  | —                  | —                  | —                  | —                  | —                  | —                  | —                  | —                  | —                  | —                  |                                                                  |                           |
| « — » signifie que le single n'est pas sorti ou ne s'est pas classé dans ce pays |       |                    |                    |                    |                    |                    |                    |                    |                    |                    |                    |                    |                                                                  |                           |

### Compilations
- Eric Prydz's Party Detonator (Mixmag)
- Have A Field Day With Eric Prydz (DJ Mag)
- Play It Loud - The Best of The Swedish House Mafia (avec la Swedish House Mafia)

### Remixes
- 2002 : Outfunk - Echo Vibes (Eric Prydz Remix)
- 2002 : Star Alliance - PVC (Eric Prydz Remix)
- 2002 : Part-T-One vs. INXS - I'm so Crazy (Eric Prydz Remix)
- 2002 : Outfunk - Lost In Music (Eric Prydz Remix)
- 2003 : Harry's Afro Hut - C'mon Lady (Eric Prydz Remix)
- 2003 : Steve Angello - Voices (Eric Prydz Remix)
- 2003 : Snap! vs. Motivo - The Power (Of Bhangra) (Eric Prydz Remix)
- 2003 : M Factor - Come Together (Eric Prydz's New Vocal Mix)
- 2003 : The Attic - Destiny (Eric Prydz Remix)
- 2003 : Futureshock - Pride's Paranoia (Eric Prydz Remix)
- 2003 : Oliver Lieb present Smoked - Metropolis (Eric Prydz Remix)
- 2003 : Pet Shop Boys - Miracles (Eric Prydz Remix)
- 2003 : Aloud - Sex and Sun (Eric Prydz Remix)
- 2004 : Duran Duran - (Reach Up for The) Sunrise (Eric Prydz Remix)
- 2004 : The Shapeshifters - Lola's Theme (Eric Prydz Remix)
- 2004 : Eric Prydz feat. Adeva - In & Out (Erick Prydz Remix)
- 2004 : Mutiny - Holding On (Eric Prydz Remix)
- 2004 : Alter Ego - Rocker (Eric Prydz Remix)
- 2004 : Eric Prydz - Call on Me (Eric Prydz vs. Retarded Funk Mix)
- 2005 : Axwell - Feel The Vibe (Eric Prydz Remix)
- 2005 : Howard Jones - And Do You Feel Scared (Eric Prydz Remix)
- 2005 : DJ Rooster and Sammy Peralta - Shake It (Eric Prydz Remix)
- 2006 : Switch - A Bit Patchy (Eric Prydz Remix)
- 2006 : Paolo Mojo - 1983 (Eric Prydz Remix)
- 2006 : Michael Jackson - Thriller Education (Eric Prydz Remix)
- 2006 : Duran Duran - Nice (Eric Prydz Remix)
- 2006 : Inner City - Good Life (Eric Prydz Summer 2006 Edit)
- 2007 : Jamiroquai - Feels Just Like It Should (Eric Prydz Remix)
- 2007 : Depeche Mode - Behind the Wheel (Eric Prydz Remix)
- 2007 : Snap! - The Power (Eric Prydz Remix)
- 2007 : Sven Väth - The Beauty And The Beast (Eric Prydz Re-Edit)
- 2008 : Micha Moor - Space (Eric Prydz Remix)
- 2008 : Toto - Africa (Eric Prydz Remix)
- 2008 : Paolo Mojo and Jim Rivers - Ron Hardy Said (Eric Prydz Remix)
- 2009 : Sébastien Léger - The People (Eric Prydz Remix)
- 2009 : Calvin Harris - Flashback (Eric Prydz Remix)
- 2010 : Faithless - Not Going Home (Eric Prydz Remix)
- 2010 : Felix da Housecat - Thee Anthem (Eric Prydz Remix)
- 2011 : Depeche Mode - Never Let Me Down Again (Eric Prydz Remix)
- 2011 : Depeche Mode - Personal Jesus 2011 (Eric Prydz Remix)
- 2011 : Digitalism - Circles (Eric Prydz Remix)
- 2012 : M83 - Midnight City (Eric Prydz Remix)
- 2013 : Jeremy Olander - Let Me Feel (Eric Prydz Dub Remix)
- 2014 : Deadmau5 feat. Chris James - The Veldt (Deadmau5 vs. Eric Prydz Remix)
- 2015 : Faithless - Not Going Home 2.0 (Eric Prydz Remix)
- 2019 : CamelPhat and Cristoph feat. Jem Cooke - Breathe (Eric Prydz Remix)
- 2012 : Anyma and Chris Avantgarde - Consciousness (Eric Prydz Remix)

### Sous Pryda

#### Albums studio
| Titre                     | Détails                                                                        | Meilleure position | Meilleure position | Meilleure position | Meilleure position |
| Titre                     | Détails                                                                        | BEL (FL)           | BEL (WAL)          | US Dance           | R-U                |
| ------------------------- | ------------------------------------------------------------------------------ | ------------------ | ------------------ | ------------------ | ------------------ |
| Eric Prydz Presents Pryda | - Sortie : 18 mai 2012 - Label : Virgin Records - Formats : CD, Téléchargement | 84                 | 87                 | 14                 | 40                 |

#### Singles
| Titre                                                          | Année | Album                     |
| -------------------------------------------------------------- | ----- | ------------------------- |
| Human Behaviour / Lesson One                                   | 2004  |                           |
| Spooks / Do It                                                 | 2004  |                           |
| Aftermath / The Gift                                           | 2005  | Eric Prydz Presents Pryda |
| Nile / Sucker DJ                                               | 2005  |                           |
| Remember / Frankfurt                                           | 2006  | Eric Prydz Presents Pryda |
| Muranyi / Balaton                                              | 2007  | Eric Prydz Presents Pryda |
| RYMD / Armed                                                   | 2007  | Eric Prydz Presents Pryda |
| Europa / Odyssey                                               | 2007  | Eric Prydz Presents Pryda |
| Genesis                                                        | 2007  | Eric Prydz Presents Pryda |
| Madderferrys / Ironman                                         | 2007  |                           |
| Pjanoo / F12                                                   | 2008  | Eric Prydz Presents Pryda |
| Evouh / Wakanpi / Rakfunk                                      | 2008  | Eric Prydz Presents Pryda |
| Waves / Alfon                                                  | 2009  | Eric Prydz Presents Pryda |
| Melo / Lift / Reeperbahn                                       | 2009  | Eric Prydz Presents Pryda |
| Animal / Miami To Atlanta / Loaded                             | 2009  | Eric Prydz Presents Pryda |
| M.S.B.O.Y. / The End                                           | 2010  | Eric Prydz Presents Pryda |
| Illusions / Glimma                                             | 2010  | Eric Prydz Presents Pryda |
| Niton / Vega                                                   | 2010  |                           |
| Viro / Emos                                                    | 2010  | Eric Prydz Presents Pryda |
| Inspiration / RYMD 2010                                        | 2010  | Eric Prydz Presents Pryda |
| Mirage / Juletider / With Me                                   | 2011  | Eric Prydz Presents Pryda |
| Recomondos / Bergen                                            | 2012  | Eric Prydz Presents Pryda |
| Allein                                                         | 2012  | Eric Prydz Presents Pryda |
| SW4                                                            | 2012  | Eric Prydz Presents Pryda |
| Tijuana                                                        | 2012  |                           |
| Power Drive                                                    | 2013  |                           |
| Layers                                                         | 2013  |                           |
| Rotonda                                                        | 2013  |                           |
| Lycka / F.A.T.                                                 | 2013  |                           |
| Mija / Origins / Backdraft / Axis                              | 2014  |                           |
| Choo / The End is Just the Beginning / The Future              | 2016  |                           |
| Lillo                                                          | 2016  |                           |
| Stay with Me                                                   | 2017  |                           |
| Elements / Obsessive Progressive / The HoaX / Project L.O.V.E. | 2018  |                           |

#### Chansons classées
| Année | Titre    | Meilleure position |
| Année | Titre    | FIN                |
| ----- | -------- | ------------------ |
| 2006  | Remember | 13                 |
| 2007  | Genesis  | 17                 |

#### Remixes
- 2011 : Eric Prydz - Niton (The Reason) (Pryda 82 Remix)
- 2011 : Guy J & Henry Saiz - Meridian (Pryda Remix)
- 2017 : Cirez D - On Off (Pryda Remix)

### Sous Cirez D

#### Singles
2004
- Control Freak / Hoodpecker
- Deep Inside

2005
- Knockout / Lost Love
- Re-Match / B-Boy
- Teaser / Lollipop

2006
- Mouseville Theme
- Punch Drunk / Copyrat

2007
- Horizons / Tigerstyle

2008
- Läget?
- Stockholm Marathon / The Journey

2009
- The Tunnel / Raptor
- On Off / Fast Forward

2010
- Glow
- Bauerpost / Glow (In the Dark Dub)
- The Tumble / EXIT

2011
- Full Stop
- Tomorrow / Sirtos Madness (avec Acki Kokotos)
- Mokba

2013
- Thunderstuck / Drums in the Deep

2014
- Ruby
- Accents / Revolution

2016
- Backlash / The Tournament
- In the Reds / Century of the Mouse

2017
- The Accuser

2018
- Dare U / The Glitch / Black Hole

2020
- Valborg / The Raid

#### Remixes
- 2006 : Double 99 - Ripgroove (Cirez D Remix)
- 2008 : Christian Smith & John Selway - Total Departure (Cirez D Remix)
- 2015 : John Grant - Pale Green Ghosts (Cirez D Private Revolution Remix)
- 2018 : Beton - Directions (The Cirez D Edit)

### Sous d'autres noms

#### Sheridan
- 2002 : Sunlight Dancing
- 2002 : Wants vs. Needs
- 2004 : High on You
- 2006 : Fatz Theme / Flycker

#### Moo
- 2002 : Seashells
- 2003 : Jonico (Mediterranean Mix) (avec Luciano Ingrosso)
- 2003 : Sunset at Keywest

#### The Dukes of Sluca (avec Andreas Postl)
- 2003 : Mighty Love (vs. Apollo)

#### A&P Project (avec Steve Angello)
- 2003 : Sunrise (feat. Zemya Hamilton)

#### AxEr (avec Axwell)
- 2006 : 123 / 321

#### Fiol Lasse
- 2009 : Svedala